# Huragan Emily (2005)
Huragan Emily – huragan, jaki w lipcu 2005 roku nawiedził Karaiby. Osiągnął maksymalnie 5. kategorię w skali Saffira-Simpsona. Wiatr osiągnął stałą prędkość 260 km/h, w porywach do 260 km/h. Ciśnienie spadło maksymalnie do 929 hPa.

Huragan Emily przed wyjściem na ląd w dniu 17 lipca 2005

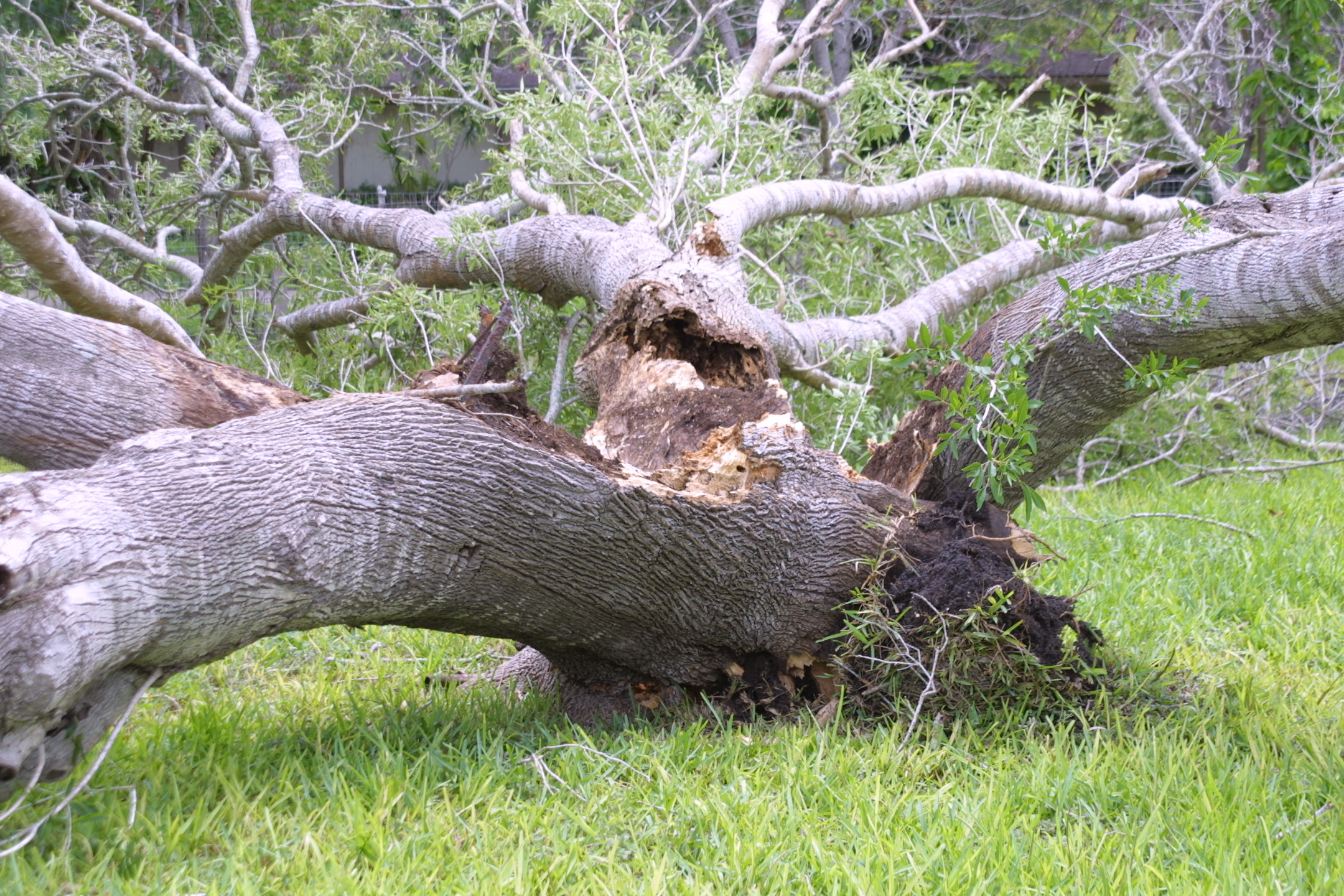
Zniszczenia w Meksyku

Cyklon uformował się 10 lipca 2005 na Oceanie Atlantyckim. Dwa dni później, 12 lipca, 800 km na wschód od Małych Antyli stał się burzą tropikalną. Po wejściu nad wody Morza Karaibskiego stopniowo rósł w siłę. Gdy oko huraganu przeszło 90 kilometrów na południe od Jamajki osiągnął na krótko najwyższą kategorię 5-stopniowej skali. Następnie powoli osłabł do 4. kategorii. 18 lipca przeszedł przez półwysep Jukatan i wkroczył nad Zatokę Meksykańską, słabnąc do poziomu 1. kategorii. Wysoka temperatura wody spowodowała wzrost siły huraganu. 20 lipca dotarł do wybrzeża, na granicy Stanów Zjednoczonych i Meksyku jako huragan trzeciej kategorii. Po wkroczeniu na ląd ostatecznie rozproszył się i zanikł.
Stał się najsilniejszym huraganem w lipcu w historii, degradując poprzedni Huragan Dennis. Spowodował łącznie śmierć 17 osób i znaczne straty materialne.